# Роте Фане (Оренбургская область)
Роте Фане — хутор в Соль-Илецком городском округе Оренбургской области, на территории бывшего Боевогорского сельсовета.

## География
Находится в 2-х километрах южнее станции Маячная на расстоянии примерно 16 километров по прямой на север-северо-запад от окружного центра города Соль-Илецк.

## Климат
Территория расположена в очень засушливой зоне. Для климата характерна континентальность — жаркое сухое лето (средняя температура самого тёплого месяца в году — июля +22 °C), холодная малоснежная зима (средняя температура января −15 °C). Среднее количество осадков за год незначительно — 300—350 мм и приходится большей частью на летние ливневые дожди. Высота снежного покрова менее 30 см.

## Палеонтология
В отложениях раннего триасового периода (нижнеоленёкский подъярус) Роте Фане найден ископаемый образец темноспондильной амфибии из семейства Trematosauridae.

## История
«Роте Фане» в переводе с немецкого языка означает «Красное знамя». Первоначальное название Байтуш. Основан в начале XX века.

## Население
Постоянное население составляло 66 человек в 2002 году (русские 26 %, казахи 64 %), 60 человек в 2010 году.